# Zamarada mashariki
Zamarada mashariki là một loài bướm đêm trong họ Geometridae.